# 中国国际投资贸易洽谈会
中国国际投资贸易洽谈会（China International Fair for Investment & Trade，简称CIFIT）,又称为98投洽会，是中华人民共和国商务部主办的投资性展览会。每年9月8日至11日在福建省厦门市举行，1997年为第一届。中国国际投资贸易洽谈会是中国目前唯一以促进双向投资为目的的国际投资促进活动，也是通过国际展览业协会（UFI）认证的全球规模最大的投资性展览会。

## 历史
- 1987年9月8日，由福建省的厦门、泉州、漳州、龙岩四个地市联合主办的闽南三角区外商投资贸易会在厦门开幕，这就是今天中国国际投资贸易洽谈会的前身。[3]
- 1991年更名为福建投资贸易洽谈会。
- 1997年是投洽会历史上划时代的年份，国家外经贸部将“福建省投资贸易洽谈会”升格为中国投资贸易洽谈会，并成为投洽会的主办单位
- 2000年，第四届投洽会移师“新家”—厦门国际会展中心。[4]
- 2003年，联合国贸易和发展会议首次参加投洽会组织工作。[4]
- 2004年，联合国工业发展组织、国际金融公司首次加盟协办投洽会。[4]
- 2005年，经中华人民共和国国务院批准，“中国投资贸易洽谈会”正式更名为中国国际投资贸易洽谈会。[4]
- 2013年，世界贸易组织成为投洽会的联合主办单位。[5]
- 2016年，第十八届中国国际投资贸易洽谈会共有来自境外126个国家和地区的670个团组、15685名境外客商和境内外的4000多家企业参会，总展览面积10万平方米，设置4400个国际标准展位，共签订各类投资项目1455个，总投资金额4639亿人民币。